# Colonia la Lobera
Colonia la Lobera är en ort i Mexiko.   Den ligger i kommunen San Antonio Cañada och delstaten Puebla, i den sydöstra delen av landet, 220 km sydost om huvudstaden Mexico City. Colonia la Lobera ligger 2 531 meter över havet och antalet invånare är 203.
Terrängen runt Colonia la Lobera är huvudsakligen kuperad, men söderut är den bergig. Runt Colonia la Lobera är det ganska tätbefolkat, med 149 invånare per kvadratkilometer. Närmaste större samhälle är Tehuacán, 15,6 km väster om Colonia la Lobera. Omgivningarna runt Colonia la Lobera är en mosaik av jordbruksmark och naturlig växtlighet.